# Кенан Кодро
Кенан Кодро (Сан Себастијан, 19. август 1993) босанскохерцеговачки је фудбалер који тренутно наступа за Ференцварош. Игра на позицији нападача.
Син је Мехе Кодре, некадашњег фудбалског репрезентативца и селектора Босне и Херцеговине.